# Metleucauge chikunii
Metleucauge chikunii är en spindelart som beskrevs av Akio Tanikawa 1992. Metleucauge chikunii ingår i släktet Metleucauge och familjen käkspindlar. Inga underarter finns listade i Catalogue of Life.